# 음력 11월 21일
음력 11월 21일은 음력 11월의 21번째 날이다.

## 문화
- 1950년 - 경찰병원 개원.
- 1954년 - 대한민국 최초의 민영 방송 CBS 기독교방송 라디오 개국.
- 1969년 - 울산고속도로 개통.
- 2004년 - 대한민국 한국철도공사 출범.
- 2024년 -
  - 대구 도시철도 1호선 안심 ~ 하양 구간이 개통되었다.
  - 울산에서 27년 만에 시내버스 노선이 대대적으로 개편되었다.

## 탄생
- 1969년 - 대한민국의 가수 이소라.
- 1977년 - 대한민국의 가수 싸이.
- 1978년 - 대한민국의 가수 윤계상 (God).
- 1983년 - 대한민국의 가수 노민혁 (클릭비).
- 1985년 - 대한민국의 가수 성민 (슈퍼주니어).
- 1989년 -
  - 대한민국의 배우 이신애.
  - 대한민국의 음악 프로듀서 코드 쿤스트.
  - 대한민국의 야구 선수 김선빈.
- 1992년 - 대한민국의 가수 윤조.
- 1997년 - 대한민국의 가수 제인 (모모랜드).

## 같이 보기
- 음력 360일: 1월 2월 3월 4월 5월 6월 7월 8월 9월 10월 11월 12월
- 전날:11월 20일 다음날:11월 22일 - 전달:10월 21일 다음달:12월 21일
- 양력:11월 21일
- 음력, 윤달